# 里门施塔尔登
里门施塔尔登（德語：Riemenstalden）是瑞士联邦施维茨州施维茨区的市镇。该市镇面积为11.2平方千米，海拔高度1,030米，2018年12月31日人口数为90。